# Coppa Intercontinentale 1993 (hockey su pista)
La Coppa Intercontinentale 1993 è stata la 6ª edizione dell'omonima competizione di hockey su pista riservata alle squadre di club. Il torneo ha avuto luogo dal 7 al 10 aprile 1993. Il trofeo è stato vinto dal Liceo La Coruña per la terza volta nella sua storia.

## Squadre partecipanti
| Nazione   | Club            | Qualificazione                                      | Partecipazioni precedenti (il grassetto indica la vittoria) |
| --------- | --------------- | --------------------------------------------------- | ----------------------------------------------------------- |
| Argentina | Estudiantil     | Detentore del South American Club Championship 1993 | 1983, 1989                                                  |
| Spagna    | Liceo La Coruña | Detentore della Coppa dei Campioni 1991-1992        | 1987, 1989                                                  |

## Risultati
| La Coruña 7 aprile 1993 Finale di andata | Liceo La Coruña | 7 – 5 | Estudiantil | Pazo dos Deportes de Riazor |

| La Coruña 10 aprile 1993 Finale di ritorno | Estudiantil | 3 – 11 | Liceo La Coruña | Pazo dos Deportes de Riazor |